# Розин, Арношт
Арношт Розин (словац. Arnošt Rosin; 20 марта 1913 г., Снина, Австро-Венгрия — 2000 г., Дюссельдорф, Германия) — словацкий еврей, узник концентрационного лагеря Освенцим, совершивший успешный побег из лагеря вместе с Чеславом Мордовичем 27 мая 1944 года.
Отчёты, продиктованные Розиным и Мордовичем после побега, вкупе с отчётами Врбы-Ветцлера и Ежи Табо были первыми подробными свидетельскими показаниями о массовых убийствах, имевших место в лагере, и ныне известны как Протоколы Освенцима. Отчёт Розина-Мордовича присоединён к отчёту Врбы-Ветцлера как дополнительная глава «III. Биркенау». Показания, данные Мордовичем и Розиным, сыграли важную роль в информировании общества о совершённых нацистами преступлениях и способствовали возобновлению попыток прекратить депортацию евреев в Освенцим.

## Биография
Розин был арестован в восточнословацкой Снине в начале 1942 года и, в числе других евреев, депортирован в Освенцим. В Освенциме зарегистрирован 17 апреля 1942 года под лагерным номером 29858. Через три дня после пребывания в лагере Аушвиц I переведён в Аушвиц II-Биркенау для работы по расширению лагеря.
В Биркенау Розин был назначен в словацкую зондеркоманду, состоящую из двухсот человек. В составе зондеркоманды проработал около месяца: копал могилы и хоронил трупы людей, задушенных газом. В куске хлеба, полученном от друга из зондеркоманды (который украл хлеб у казнённых евреев), Розин нашёл припрятанную золотую цепочку и смог, отдав её как взятку, перевестись на другую работу. Это спасло ему жизнь — спустя некоторое время, вся словацкая зондеркоманда была казнена за попытку коллективного побега.
В ноябре 1942 года Розин был назначен старостой Блока 23 (Blockälteste). В этот период он заболел брюшным тифом, и его выходил Альфред Ветцлер (лагерный номер 29162), который работал фельдшером в лагере. От Ветцлера Розин узнал о существовании Движения Сопротивления Освенцима и пожелал примкнуть к нему. Однако, по воспоминаниям Розина, лагерное сопротивление на тот момент не существовало как организованное движение:

Это была группа друзей. Мы собирали всю информацию и обменивались ею между собой, часто обманывая себя, что всё обернётся к лучшему. Мы помогали друг другу кусочком хлеба, или обеспечивали наших друзей одеждой, обувью, лучшей работой, а если они заболевали, скрывали их от проверок или селекции в блоке, пока они не выздоравливали. Мы поддерживали друг друга, говорили: умойся, держи голову высоко, не позволяй им забить тебя до смерти.
Весной 1943 года Арношт Розин был переведён на работу в новую секцию карантинного лагеря D-II-A. Ему позволили отобрать себе помощников, и, в числе прочих, он выбрал Ветцлера и Рудольфа Врбу (лагерный номер 44070).
7 апреля 1944 года Врба и Ветцлер бежали из лагеря. Их план был прост и дерзок: они спрятались на территории лагеря перед самым носом охраны в заранее вырытой яме, шириной 1,20 метра и глубиной 1 метр, обложенной деревом и прикрытой сверху поленницей дров. Рядом с дровами разбросали табак, смоченный бензином, чтобы скрыть следы от собак. Переждав первые три дня, в течение которых проходили первые наиболее интенсивные облавы, они покинули своё убежище и направились в сторону Словакии.
После их бегства Розина допрашивали самым жестоким образом, выбив почти все зубы, и он уже смирился с тем, что его казнят. По его мнению, жизнь ему спасли слова: «Если бы мне было известно, что Ветцлер хочет бежать, я бежал бы с ним, потому что знаю, что здесь меня не ждет ничего, кроме смерти». За ним был установлен самый строгий контроль, и ему не разрешалось покидать территорию лагеря даже для работы. Однако способ, которым заключённые сбежали из лагеря, остался неизвестен немцам, и Розин задумал повторить побег Ветцлера и Врбы.
Его партнером по побегу стал Чеслав Мордович, поляк еврейского происхождения, находившийся в Освенциме с конца 1942 года. Розин и Мордович воспользовались ситуацией, сложившейся с 15 мая 1944 года, когда в Освенцим в массовом порядке начали прибывать транспорты из Венгрии, что привело к неразберихе в лагере. В субботу 27 мая 1944 года они сбежали, использовав тот же «бункер» и тот же способ, что и Ветцлер с Врбой.
Однако, высидеть в яме трёх положенных суток у них не получилось:

Уже на второй день, в вечер воскресенья, мы не могли больше терпеть. У нас онемели руки и ноги, мы не могли двигаться. Мы решили проползти между двумя сторожевыми вышками, которые были видны из нашего бункера. Нам повезло в тот вечер. На перрон прибыли несколько поездов с венгерскими транспортами. Там во всем лагере было много шума и суматохи, мы слышали свистки паровозов, шум, крики, лай собак, а охранники на вышках не слышали нас, когда мы ползли под ними. В момент, когда лагерь смерти Биркенау в четырёхстах метрах от нас был заполнен транспортами, и отобранных депортированных эсэсовцы вели в крематорий под лай собак, звуки избиений и крики — мы бежали из этого ада.
Первоначально беглецы хотели добраться до Кракова и присоединиться к какому-нибудь партизанскому отряду, из тех что, по слухам, ходившим в лагере, действовали в окрестностях города. Но из-за того, что они не получили помощи ни от кого из местных жителей, было принято решение пробираться в Словакию, на родину Розина.

Мы потеряли всякую надежду, и у нас не было сил идти дальше. Мы верили, что всё будет хорошо, как только мы покинем лагерь. Все, кого мы попросим, помогут нам. Но мы опять начали бояться: мы видели опасность, таящуюся на каждом шагу, кто-то может выдать нас, нас схватят и вернут в лагерь. Когда я разговаривал с Мордовичем по вечерам, мы признались, что в лагере нам было почти так же страшно, как и на свободе. В Биркенау мы были старожилами, у нас была относительно спокойная жизнь. Мы уже привыкли к мысли, что нас ждёт смерть, и мы умели отсрочить этот момент до самого отдаленного будущего, которое только возможно. Но снаружи был чужой мир. У нас не было опыта, мы боялись света, пространства, людей. Мы чувствовали себя в безопасности только в темноте. Наше уверенность в том, что побег будет успешен, и то, что мы доставим отчёт во внешний мир, таяла вместе с нашими силами.
Они тайно пересекли границу со Словакией 6 июня 1944 года, но вскоре были арестованы словацкой жандармерией в приграничном трактире. На допросе они утверждали, что были словаками, которые бежали из Германии от принудительного труда. Полиция заподозрила их в контрабанде валюты, но вскоре, благодаря помощи местной еврейской общины, Розин и Мордович были отпущены на свободу. После освобождения они связались с Врбой и Ветцлером, которые теперь жили в городе Липтовски-Микулаш в еврейском доме престарелых.
Мордович и Розин рассказали свою историю представителям местного еврейского сообщества. Большинство из них уже слышали историю Ветцлера и Врбы. Розин и Мордович дополнили первоначальные показания Врбы и Ветцлера информацией о положении дел в лагере с апреля 1944 года, в частности, о депортации венгерских евреев, свидетелями которой Ветцлер и Врба не были. Позднее Мордович и Розин встретились с папским нунцием Марио Мартилотти, который, вернувшись в Рим, опубликовал отчёты Врбы-Ветцлера и Мордовича-Розина в прессе.
Западные союзники и нейтральные страны обрушили на венгерского регента адмирала Хорти шквал призывов остановить начавшуюся депортацию венгерских евреев в Германию (которых к тому времени было убито уже около трёхсот тысяч). 7 июля Хорти выполнил это требование, что спасло около ста тысяч жизней.
В августе 1944 года немцы вторглись в Словакию для подавления Словацкого национального восстания. В результате одной из проводимых ими облав, Мордович был арестован и повторно депортирован в Освенцим. Розина до конца войны с риском для собственной жизни укрывал в Братиславе друг его детства Ондряш, служивший жандармом. Ондряш погиб при освобождении Братиславы советскими войсками. И Мордович, и Розин смогли пережить войну.
После войны Арношт Розин жил в Чехословакии, Израиле и Германии. Скончался в возрасте 87 лет в Дюссельдорфе.